# Kamomé-Dilecta
L'equip Kamomé-Dilecta va ser un equip ciclista francès que competí professionalment entre el 1966 i el 1967. Va estar dirigit per l'exciclista Louis Caput.

## Principals resultats

### A les grans voltes
- Volta a Espanya
  - 0 participacions:

- Tour de França
  - 1 participacions (1966)
  - 1 victòries d'etapa:
    - 1 el 1966: Pierre Beuffeuil

  - 0 victòries final:
  - 0 classificacions secundàries:

- Giro d'Itàlia
  - 0 participacions

## Composició de l'equip
| \| Llista de l'equip 1966 \| Llista de l'equip 1966 \| Llista de l'equip 1966 \| Llista de l'equip 1966 \| \| Ciclista \| Data de naixement \| Equip previ \| \| \| -------------------------- \| ---------------------- \| ---------------------------- \| ---------------------- \| \| Jean Anastasi \| 16 de desembre de 1935 \| \| \| \| Jean Arze \| 30 de setembre de 1941 \| \| \| \| Maurice Benet \| 5 de novembre de 1941 \| \| \| \| Pierre Beuffeuil \| 30 de octubre de 1934 \| Ford France-Gitane (1965) \| \| \| Christian Biville \| 1 de agost de 1943 \| \| \| \| André Darrigade \| 24 de abril de 1929 \| Margnat-Paloma-Inuri (1965) \| \| \| Alain Desplat \| 16 de desembre de 1941 \| \| \| \| Jean Dupont \| 14 de maig de 1938 \| \| \| \| Guy Epaud \| 21 de setembre de 1936 \| \| \| \| Jean Gainche \| 12 de agost de 1932 \| Mercier-BP-Hutchinson (1965) \| \| \| Raymond Le Breton \| 29 de setembre de 1941 \| \| \| \| Abel Le Dudal \| 24 de setembre de 1936 \| \| \| \| Alain Le Grevès \| 12 de octubre de 1939 \| \| \| \| Jean-Claude Lebaube \| 22 de juliol de 1937 \| Ford France-Gitane (1965) \| \| \| Gianni Marcarini \| 15 de març de 1940 \| \| \| \| Raymond Mastrotto \| 1 de novembre de 1934 \| \| \| \| Claude Mattio \| 1 de febrer de 1936 \| \| \| \| Joseph Novales \| 23 de juliol de 1937 \| Margnat-Paloma-Inuri (1965) \| \| \| Raymond Reaux \| 18 de desembre de 1940 \| \| \| \| Louis Rostollan \| 1 de gener de 1936 \| Ford France-Gitane (1965) \| \| \| Jean-Yves Roy \| 4 de juliol de 1941 \| \| \| \| Daniel Salmon \| 3 de desembre de 1940 \| \| \| \| Marcel Seurin \| 6 de març de 1941 \| \| \| \| Jean-Pierre Van Haverbecke \| 28 de desembre de 1939 \| Flandria-Romeo (1965) \| \| \| Paul Vermeulen \| 8 de gener de 1938 \| \| \| \| \| \| \| \| \| Font: Cycling Archives \| \| \| \|Nota: Jean Anastasi Nota: Jean Arze Nota: Maurice Benet |                        |                              |  |
| Llista de l'equip 1966 |                        |                              |  |
| Ciclista | Data de naixement      | Equip previ                  |  |
| Jean Anastasi | 16 de desembre de 1935 |                              |  |
| Jean Arze | 30 de setembre de 1941 |                              |  |
| Maurice Benet | 5 de novembre de 1941  |                              |  |
| Pierre Beuffeuil | 30 de octubre de 1934  | Ford France-Gitane (1965)    |  |
| Christian Biville | 1 de agost de 1943     |                              |  |
| André Darrigade | 24 de abril de 1929    | Margnat-Paloma-Inuri (1965)  |  |
| Alain Desplat | 16 de desembre de 1941 |                              |  |
| Jean Dupont | 14 de maig de 1938     |                              |  |
| Guy Epaud | 21 de setembre de 1936 |                              |  |
| Jean Gainche | 12 de agost de 1932    | Mercier-BP-Hutchinson (1965) |  |
| Raymond Le Breton | 29 de setembre de 1941 |                              |  |
| Abel Le Dudal | 24 de setembre de 1936 |                              |  |
| Alain Le Grevès | 12 de octubre de 1939  |                              |  |
| Jean-Claude Lebaube | 22 de juliol de 1937   | Ford France-Gitane (1965)    |  |
| Gianni Marcarini | 15 de març de 1940     |                              |  |
| Raymond Mastrotto | 1 de novembre de 1934  |                              |  |
| Claude Mattio | 1 de febrer de 1936    |                              |  |
| Joseph Novales | 23 de juliol de 1937   | Margnat-Paloma-Inuri (1965)  |  |
| Raymond Reaux | 18 de desembre de 1940 |                              |  |
| Louis Rostollan | 1 de gener de 1936     | Ford France-Gitane (1965)    |  |
| Jean-Yves Roy | 4 de juliol de 1941    |                              |  |
| Daniel Salmon | 3 de desembre de 1940  |                              |  |
| Marcel Seurin | 6 de març de 1941      |                              |  |
| Jean-Pierre Van Haverbecke | 28 de desembre de 1939 | Flandria-Romeo (1965)        |  |
| Paul Vermeulen | 8 de gener de 1938     |                              |  |
| |                        |                              |  |
| Font: Cycling Archives |                        |                              |  |

| \| Llista de l'equip 1967 \| Llista de l'equip 1967 \| Llista de l'equip 1967 \| Llista de l'equip 1967 \| \| Ciclista \| Data de naixement \| Equip previ \| \| \| ---------------------- \| ---------------------- \| ------------------------------- \| ---------------------- \| \| Jean Arze \| 30 de setembre de 1941 \| \| \| \| Maurice Benet \| 5 de novembre de 1941 \| \| \| \| Pierre Bouton \| 19 de desembre de 1943 \| \| \| \| Jacques Cadiou \| 11 de desembre de 1943 \| \| \| \| Albert Frigo \| 4 de octubre de 1943 \| \| \| \| Ferdinand L'Hoste \| 29 de setembre de 1941 \| \| \| \| Jean-Claude Lebaube \| 22 de juliol de 1937 \| Ford France-Gitane (1965) \| \| \| Raymond Mastrotto \| 1 de novembre de 1934 \| \| \| \| Claude Mattio \| 1 de febrer de 1936 \| \| \| \| Louis Rostollan \| 1 de gener de 1936 \| Ford France-Gitane (1965) \| \| \| Daniel Salmon \| 3 de desembre de 1940 \| \| \| \| Marcel Seurin \| 6 de març de 1941 \| \| \| \| Francis Toussaint \| 19 de juny de 1943 \| Pelforth-Sauvage-Lejeune (1966) \| \| \| \| \| \| \| \| Font: Cycling Archives \| \| \| \|Nota: Jean Arze Nota: Maurice Benet Nota: Pierre Bouton Nota: Jacques Cadiou Nota: Albert Frigo Nota: Ferdinand L'Hoste |                        |                                 |  |
| Llista de l'equip 1967 |                        |                                 |  |
| Ciclista | Data de naixement      | Equip previ                     |  |
| Jean Arze | 30 de setembre de 1941 |                                 |  |
| Maurice Benet | 5 de novembre de 1941  |                                 |  |
| Pierre Bouton | 19 de desembre de 1943 |                                 |  |
| Jacques Cadiou | 11 de desembre de 1943 |                                 |  |
| Albert Frigo | 4 de octubre de 1943   |                                 |  |
| Ferdinand L'Hoste | 29 de setembre de 1941 |                                 |  |
| Jean-Claude Lebaube | 22 de juliol de 1937   | Ford France-Gitane (1965)       |  |
| Raymond Mastrotto | 1 de novembre de 1934  |                                 |  |
| Claude Mattio | 1 de febrer de 1936    |                                 |  |
| Louis Rostollan | 1 de gener de 1936     | Ford France-Gitane (1965)       |  |
| Daniel Salmon | 3 de desembre de 1940  |                                 |  |
| Marcel Seurin | 6 de març de 1941      |                                 |  |
| Francis Toussaint | 19 de juny de 1943     | Pelforth-Sauvage-Lejeune (1966) |  |
| |                        |                                 |  |
| Font: Cycling Archives |                        |                                 |  |